# 김상헌 선생 묘
김상헌 선생 묘(金尙憲 先生 墓)는 대한민국 경기도 남양주시 와부읍 덕소리에 있다. 조선 인조·효종 때의 문신인 청음(淸陰) 김상헌(1570년 ∼ 1652년) 선생의 묘소이다. 1987년 2월 12일 경기도의 기념물 제100호로 지정되었다.

## 개요
조선 인조·효종 때의 문신인 청음(淸陰) 김상헌(1570∼1652) 선생의 묘소이다.
선조 29년(1596) 정시문과와 선조 29년(1608) 중시문과에 각각 급제하였으며, 정언·교리·직제학 등을 역임하였다. 한때 파직되었다가 1623년 인조반정 이후 이조참의에 발탁되어 공신세력의 정치에 반대, 시비와 선악의 엄격한 구별을 주장함으로써 서인 청서파의 대표자가 되었다.
인조 14년(1636) 병자호란 때 예조판서로 척화를 주장하여, 이듬해 강화가 이루어지자 파직되었다. 인조 17년(1639) 청나라가 명나라를 공격하기 위해 요구한 출병에 반대하는 상소를 올렸다가 청나라에 압송되어 6년 후 풀려나서 귀국하였다. 인조 23년(1645) 특별히 좌의정에 임명되었고, 효종이 즉위하여 북벌을 추진할 때 ‘대로(大老)’라고 존경을 받았다.
묘 앞에는 묘비·상석·향로석이 있고, 좌우로는 문인석이 1쌍 배치되어 있는데, 묘비는 현종 10년(1669)에 세워진 것이다. 묘의 오른쪽에는 현종 12년(1671)에 세운 신도비(神道碑:왕이나 고관 등의 평생 업적을 기리기 위해 무덤 근처 길가에 세운 비)가 있는데, 비문은 앞면에 김수증이 쓴 글이 있고 뒷면에 송준길이 쓴 글이 있다.

## 같이 보기
- 김상헌

## 참고 자료
- 김상헌 선생 묘 - 국가유산청 국가유산포털